# On a volé cent mille dollars
Pour plus de détails, voir Fiche technique et Distribution.
On a volé cent mille dollars (We Have Our Moments) est un film américain réalisé par Alfred L. Werker, sorti en 1937.

## Synopsis
Mary Smith est institutrice dans la petite ville de Battleburo, elle est fiancée à Clem Porter et ils doivent se marier en septembre. Clem insiste pour que leur lune de miel se passe à Sioux City, afin qu'il ne manque pas sa compétition de bowling. Fatiguée de cette vie de province, Mary réserve un billet pour l'Europe, en promettant à Clem d'être de retour à temps pour le mariage. Sur le paquebot, elle rencontre M. et Mme Rutherford, mais elle ne sait pas qu'ils viennent de voler 100 000 $ avec leur complice "Smacksey". Elle fait aussi la connaissance d'un "gentleman" anglais, Joe Gilling, et d'un policier américain, John Wade, qui se fait passer pour un instituteur. Elle va se retrouver mêlée à ce vol lorsque Smacksey va cacher l'argent dans sa propre malle.

## Fiche technique
- Titre original : We Have Our Moments
- Titre français : On a volé cent mille dollars
- Réalisation : Alfred L. Werker
- Scénario : Charles Belden, Charles Grayson (en), Bruce Manning, Frederick Stephani
- Direction artistique : Jack Otterson
- Photographie : Milton R. Krasner
- Son : William R. Fox, Edward Wetzel
- Montage : Frank Gross
- Musique : Charles Henderson
- Production déléguée : Charles R. Rogers
- Production associée :	Edmund Grainger
- Société de production : Universal Pictures
- Société de distribution : Universal Pictures
- Pays de production :  États-Unis
- Langue originale : anglais
- Format : noir et blanc — 35 mm — 1,37:1 — son Mono (Western Electric Mirrophonic Recording)
- Genre : Comédie policière
- Durée : 65 minutes
- Dates de sortie : 
  - États-Unis : 29 mars 1937
  - France : 9 décembre 1938

## Distribution
- Sally Eilers : Mary Smith
- James Dunn : John Wade
- Mischa Auer : Capitaine Enrico Mussetti
- Thurston Hall : Frank Rutherford
- David Niven : Joe Gilling
- Warren Hymer : Smacksey
- Marjorie Gateson : Mme Rutherford
- Grady Sutton : Clem Porter
- Joyce Compton : Carrie